# Max Sailer
Pour les articles homonymes, voir Sailer.

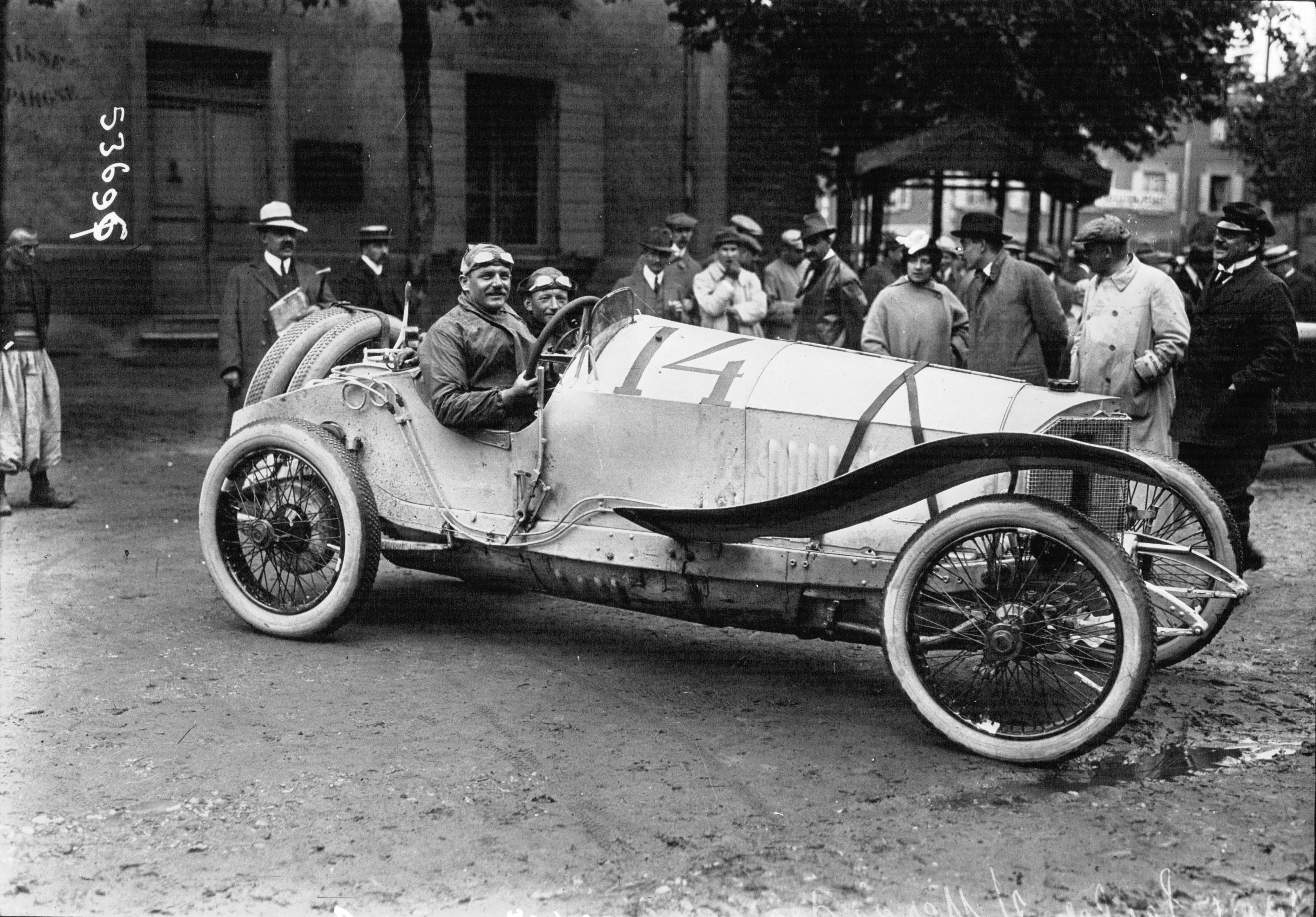
...au Grand Prix de France 1914 à Amiens.

Max Sailer, né le 20 décembre 1882 à Esslingen am Neckar et décédé le 5 février 1964 à Esslingen am Neckar, était un pilote automobile allemand.

## Biographie
Avant la Seconde Guerre mondiale, Max Sailer dirige la division course de Daimler-Benz AG, puis, après la guerre, il devient directeur de la firme.
Il a entre autres remporté Liège-Rome-Liège en 1934 sur Mercedes-Benz (avec six autres covainqueurs de classe).

## Résultats aux500 milesd'Indianapolis
| Année | n° | Équipe   | Voiture  | Moteur   | Pneus     | Départ | Tours | Leader | Résultat |
| ----- | -- | -------- | -------- | -------- | --------- | ------ | ----- | ------ | -------- |
| 1923  | 15 | Mercedes | Mercedes | Mercedes | Firestone | 20e    | 200   | 0      | 8e       |

## Source de traduction
- (en) Cet article est partiellement ou en totalité issu de l’article de Wikipédia en anglais intitulé « Max Sailer » (voir la liste des auteurs).